# Ectatomma ruidum

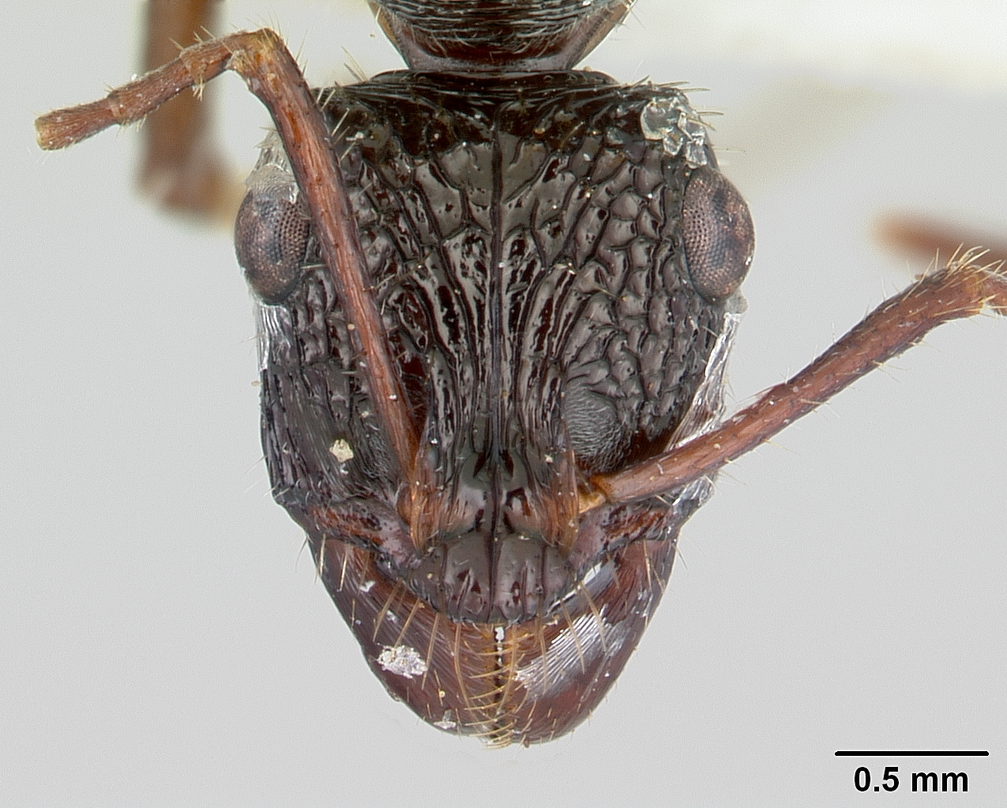
Голова рабочего спереди

Ectatomma ruidum (лат.) — вид мелких муравьёв из подсемейства Ectatomminae (Formicidae). Широко распространён в Центральной и Южной Америке.

## Распространение
Встречается в Центральной и Южной Америке от Мексики до Бразилии. Его высотный диапазон колеблется от уровня моря до 1600 м. Широко распространен на плантациях кофе, какао и кукурузы. E. ruidum предпочитает открытые места и пастбища, то есть те, которые подвергаются воздействию солнечной радиации. Кроме того, иногда он обнаруживается как доминирующий вид в агроэкосистемах и в окрестностях фрагментированных лесов.

## Описание
Муравьи мелкого и среднего размера (длина менее 1 см). Усики рабочих и самок 12-члениковые, а у самцов состоят из 13 сегментов (булава отсутствует). Глаза хорошо развиты. Заднегрудка с проподеальными мелкими зубцами или бугорками. Стебелёк между грудкой и брюшком состоит из одного сегмента (петиоль). Развита явная перетяжка между 3-м и 4-и абдоминальным сегментами (аналог постпетиоля мирмицин). Жало хорошо развито.
Матки диморфичны и кроме обычной макрогинной формы, есть меньшая по размеру микрогинная форма. Открытие их в 1999 году стало первым фактом диморфизма маток среди примитивных понериновых муравьёв. Микрогины Ectatomma ruidum играют роль расселительной стадии.
Распределение различных морфологических признаков (ширина головы и груди, длина скутума и груди) является для маток бимодальным. Ширина груди и ширина головы значительно изометричны как для макрогин, так и для микрогин, а пропорции груди не меняются в зависимости от категории королевы. Микрогины выглядят как изометрическая редукция нормальных маток. В среднем макрогины примерно на 20 % больше по размеру и вдвое тяжелее микрогин (и до трех раз тяжелее в пересчете на сухой вес). Их поверхность крыла на 72 % больше. Нет разницы между двумя морфами с точки зрения их способности к осеменению, и все бескрылые самки, присутствующие в естественных колониях, могут рассматриваться как настоящие потенциально репродуктивные матки, независимо от класса, к которому они принадлежали. Размер яичников, количество овариол на яичник и количество продуцируемых зрелых ооцитов значительно выше для макрогин, чем для микрогин, но маленькие царицы могут функционировать как активные яйцекладущие матки. Однако количество яйцекладок у этой формы значительно ниже, хотя яйценоскость не зависет от веса матки. Несмотря на заметно сниженную репродуктивную способность по сравнению с макрогинными формами, распространение микрогинной формы E. ruidum исследованных популяциях очень широкое, достигая одной трети всех крылатых и бескрылых самок и достигая одной трети всех колоний. В 72,2 % колоний, где присутствовали микрогины (крылатые и/или бескрылые), обе формы встречаются одновременно. Результаты анализа содержания жира подтверждают, что полунезависимое основание новой колонии, типичное для этого вида, будет в основном достигаться макрогинами, в то время как микрогины будут адаптированы уже сформировавшимися колониями. Диморфизм матки у E. ruidum может представлять альтернативную стратегию расселения самок. Маленькие самки могут составлять важный резерв потенциальных репродуктивных потомков при очень низких энергетических затратах для колонии, производство макрогин обходится примерно в 7,5 раз дороже, чем микрогин. Значительно большее соотношение «поверхность крыла/масса тела» микрогин также предполагает их большую способность к рассеиванию. Сочетание такой способности микрогин вместе с их способностью вносить вклад в производство обеих женских морф, включая репродуктивно эффективные макрогины, способствует обеспечению генетической перегруппировки на уровне популяции и может частично объяснить экологический успех E. ruidum в крупном неотропическом регионе.

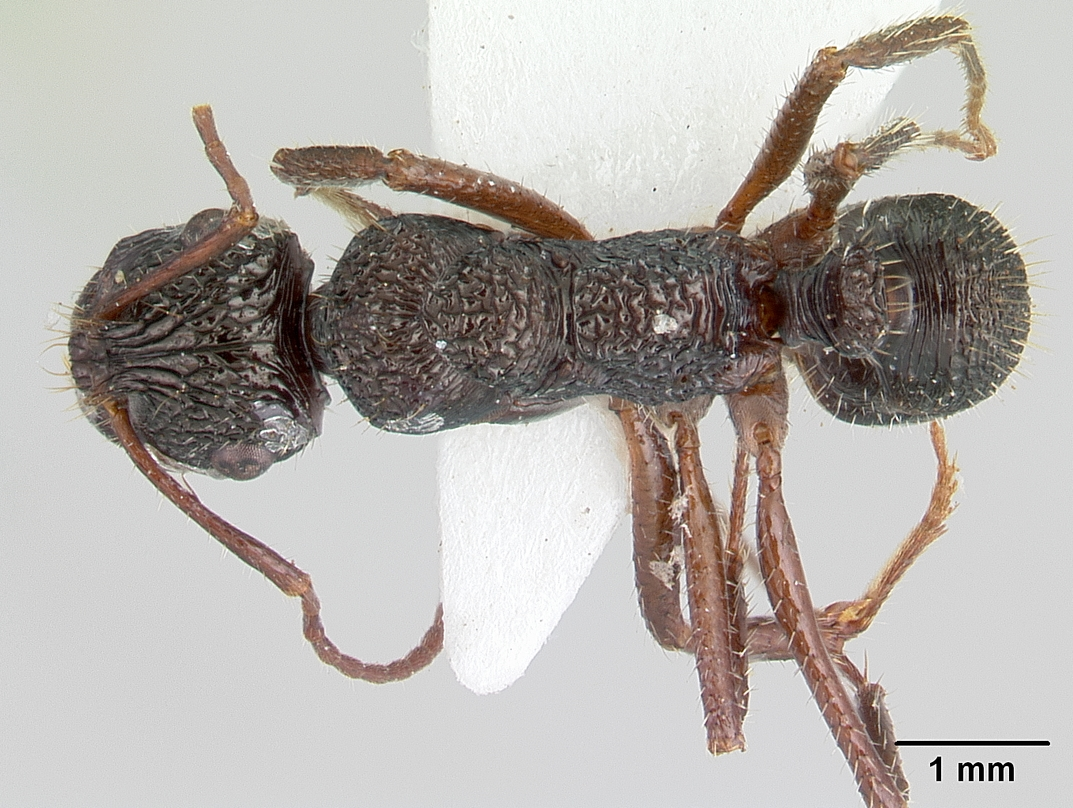

## Биология
Дневные муравьи, гнездятся в почве.
Плотность гнёзд может достигать 10 600 гнезд/га в Панаме и 11 500 гнезд/га в Мексике. В Мексике и Коста-Рике и Панаме обнаружили значительно диспергированные популяции этого вида для широкого диапазона плотности гнезд, варьирующегося от 1400 до 11500 гнезд/га.
Муравейник обычно имеет единственное входное отверстие в поверхности почвы. Над входом муравьи делают жесткую трубчатую надстройку из уплотненной почвы и иногда переплетенную с сухими растительными остатками. такая конструкция служит в качестве защиты, для предотвращения попадания воды в периоды дождя. От входа идёт вниз галерея почти в вертикальном или слегка наклонном положении и соединяется с все более глубокими камерами относительно овальной формы. Максимальная глубина гнездовых камер в зрелых колониях может достигать 2 м. В муравейнике максимум 12 камер.
Размер колонии широко варьируется в зависимости от сезона и зрелости колонии. Не считая молодых колоний с менее чем шестью рабочими, среднее количество взрослых особей (маток, рабочих, крылатых самок и самцов) на колонию составляет от 80 до 120. В колониях E. ruidum часто бывает несколько оплодотворенных и бескрылых самок: от 20 до 40 % колоний в одних популяциях, до 83 % в других. Хотя полигинные колонии включают в среднем трёх оплодотворенных маток, только одна матка на колонию, по-видимому, является функционально репродуктивной в физиологическом и генетическом смысле, что приводит к функциональной моногинии.
Основание новых колоний у E. ruidum не осуществляется путем деления или зависимого основания, но известно, что оно гаплометротическое (независимое), не клаустральное и происходит после брачного полета.
Вид E. ruidum является почти исключительно моногинным и моноандрическим, избыточные матки обоих типов (макрогины и микрогины) являются дочерями королевы-матери. Очевидно, полигинное гнездо чаще возглавляет макрогина, чем микрогина. E. ruidum имеет, по-видимому, факультативную полигинию с микрогинами. С помощью маркеров митохондриальной ДНК и микросателлитных локусов подтверждено, что микрогины и макрогины принадлежат к одному виду.
Исследователи не обнаружили инбридинга или изоляции по расстоянию в исследуемой популяции, что указывает на то, что новые матки осеменяются неродственными самцами и могут основать новое гнездо далеко от своего родного гнезда. Однако повторное усыновление дочерних маток кажется правилом, а частота микрогинии, по-видимому, связана с плотностью гнезд и факторами окружающей среды.
Экспериментально обнаружен циркадный ритм и температурная акклиматизация. Колонии этого вида имеют несколько механизмов адаптации к тепловым условиям, включая время суток, температуру окружающей среды и поведенческий контекст отдельных рабочих. Термическая стойкость фуражиров Ectatomma ruidum выше на рассвете (дневные термические минимумы), чем в начале полудня (дневные термические максимумы). Кроме того, фуражиры обладают большей термостойкостью, чем не фуражиры. Различие между фуражирами и не собирающими корм рабочими муравьями объясняется термической акклиматизацией. В эксперименте по маркировке обнаружено, что средняя разница в термической стойкости между собирателями корма и не фуражирами составляла три минуты, что является такой же величиной разницы в анализах термических минимумов для эксперимента с циркадным ритмом между только что пойманными контрольными фуражирами и лабораторными муравьями.
В лабораторных условиях Ectatomma ruidum учатся быстрее и дольше запоминают информацию при обучении с использованием хемотактильных или визуальных стимулов, чем при обучении с использованием обонятельных и механических стимулов по отдельности. Эти результаты согласуются с образом жизни E. ruidum, характеризующейся высокой значимостью хемотактильной информации, полученной с помощью антенн, а также ролью зрения во время охоты.
В железе Дюфура муравья Ectatomma ruidum обнаружены трансгеранил-геранилацетат и геранил-гераниол, компоненты феромонов рекрутирования.

### Питание и значение
Ectatomma ruidum является эффективным хищником других членистоногих. Тем не менее, этот вид использует широкий спектр ресурсов, особенно сладкие выделения из внецветковых нектарников и равнокрылых сосущих насекомых, а также собирает семена с почвы, поэтому он также считается универсальным потребителем-генералистом.
Ectatomma ruidum является потенциальным агентом биоконтроля в агроэкосистемах кукурузы и кофе-какао в Мексике и Никарагуа. Распределение гнезд (данные по участкам в Колумбии) агрегированное на затененных (с древесным покровом) пастбищах со средней плотностью гнезд 568 гнезд/га, тогда как на солнечных (открытых) пастбищах оно было в основном случайным, со средней плотностью гнезд 1945 гнезд/га. E. ruidum гнездится преимущественно на открытых местах, избегая поверхности почвы под кронами деревьев на затененных пастбищах. Фуражиры демонстрируют высокую способность диспергировать семена. Например, семена мирмекохорного растения Passiflora ligularis составляют 74,7 % от общего веса всех собранных пищевых продуктов. Для сравнения, их значительно меньше привлекали мед и клещи (14,3 % и 11,0 % от общей массы, соответственно). В ходе исследований были замечены отдельные рабочие, несущие в своих жвалах клещей, пойманных в поле. Это первое сообщение о том, что муравьи естественным образом охотятся на клещей в Колумбии. Эти данные подтверждают статус E. ruidum как важного природного агента биоконтроля, который можно использовать в неотропических агроэкосистемах.

### Клептопаразитизм
Муравьи Ectatomma ruidum демонстрируют систему межколониального воровства пищи (клептопаразитизм). Муравьи-воры проникают в чужие колонии своего вида, захватывают их пищу и несут её в свой муравейник.
Рабочие муравьи отличают своих соплеменников по гнезду от других по запаху на входе в муравейник, но особи из разных колоний не участвуют в агонистических взаимодействиях вдали от входов в гнездо. Соседи, не являющиеся членами гнезда, получают возможность войти в чужое гнездо, когда вход не охраняется. Наблюдалось множество случаев удаления из колоний муравьёв, не являющихся соплеменниками по гнезду
Система распознавания сородичей Ectatomma ruidum лабильна и метки распознавания (химический камуфляж) легко переносятся между муравьями из разных колоний. Перенос метки облегчает систему обширного межколониального воровства, что приводит к высокому потоку пищи среди колоний E. ruidum. Колония может ограбить несколько целевых колоний, но отдельные муравьи-воры получают метки распознавания для определенной целевой колонии и, очевидно, специализируются на грабеже только этой колонии.
Муравьи-воры имеют значительно меньшее общее количество растворимых в дихлорметане кутикулярных соединений, чем не воры. Уменьшение количества кутикулярных соединений у воров предполагает, что воровству способствует подавление синтеза или получения сигналов распознавания их домашней колонии. Пять из пятнадцати соединений значительно различались по своему относительному соотношению среди колоний.
Обнаружено, что некоторые количественные и качественные характеристики кутикулярных углеводородных профилей Ectatomma ruidum значительно различаются между популяциями, что указывает на то, что этот вид обладает большим химическим фенотипическим разнообразием кутикулы, чем ожидалось в пределах одного вида. В частности, наблюдается расхождения между популяциями в соотношении метилалканов, алкенов, алкадиенов и других компонентов, которые, играют важную роль в распознавании сородичей/не-сородичей.
Муравьи-фуражиры, ворующие еду из чужого гнезда, представляют собой особую касту рабочих, специализирующихся на таком клептопаразитическом поведении.
Обнаружено, что муравьи, несущие украденную пищу, ведут себя иначе, чем обычные неворующие фуражиры. Возвращаясь в свое родное гнездо с украденным продуктом питания, воры реже встречались с сородичами, с большей вероятностью останавливались во время движения и с большей вероятностью выпускали пищу. Воры передвигались быстрее, путешествуя в пределах территории колонии-жертвы, по сравнению с их собственным гнездом. При экспериментальном потревоживании воры с большей вероятностью меняли направление своего движения, в то время как обычные фуражиры продолжали двигаться в том же направлении. Поскольку состав стабильных изотопов углерода и азота, а также соотношение C:N было одинаковым для воров и не воров, исследователи заключают, что обе группы получали доступ к одним и тем же источникам пищи. Хотя воры морфологически неотличимы от неворующих фуражиров, их поведение при поиске пищи отличается, что снижает вероятность обнаружения и агрессивного взаимодействия с другими сородичами.
Частота и интенсивность воровства снижаются в ответ на дополнительное питание, что позволяет предположить, что воровское поведение является ответом на ограничение ресурсов в масштабах популяции. Это указывает на то, что феномен внутривидового воровства, хотя и редкая стратегия среди колоний социальных животных, является жизнеспособной альтернативной тактикой поиска пищи в контексте конкуренции и ограничения пищи.

### Паразитоиды
Среди паразитоидов личинок и куколок E. ruidum отмечен род наездников Kapala (Eucharitidae) в Мексике и Колумбии.
Обнаружено химическое сходство кутикулярных углеводородных профилей муравьёв Ectatomma ruidum и ассоциированного с ним паразитоидного наездника Kapala sulcifacies (Eucharitidae, Hymenoptera). Девяносто углеводородов были идентифицированы у муравья, 55 углеводородов у самки наездника и 54 углеводородов у самца. Наездники и муравьи имеют общие 40 углеводородов. Эти общие 40 углеводородов составляют 92,6 % их углеводородного состава для самок Kapala, 84,3 % для самцов Kapala и 67,7 % для муравьев. У наездников есть диапазон углеродных чисел от C27 до C35; муравьи имеют диапазон от C23 до C35. Оба вида обладают н-алканами: от C27 до C33 для наездников, от C23 до C34 для муравьёв. Оба вида также обладают большим количеством алкенов Z-7 и Z-9: от C29 до C33 для наездников; от C23 до C35 для муравьёв. Самки наездников содержат небольшое количество сопряженного диена C31 (ни муравьи, ни наездники-самцы не обладают этим углеводородом), а муравьи, но не наездники, содержат небольшое количество несопряженных диенов (число атомов углерода от C23 до C29) с двойным связи при ∆9 и ∆14. И осы, и муравьи разделяют гомологические ряды 3-, 5-, 10-, 11-, 12-, 13-, 15- и 17-метил-разветвленных алканов. Муравьи и наездники также имеют гомологичный ряд 3,7-диметилалканов. Наблюдения за поведением показывают, что муравьи принимают недавно появившихся взрослых паразитоидов без признаков агонистического поведения в течение некоторого периода времени после вылупления взрослых особей. Тем не менее, химический обман не совсем эффективен, потому что молодые взрослые особи Kapala вскоре выбрасываются муравьями из гнезда. Этот перенос часто происходит после захвата у основания характерных для этих наездников скутеллярных шипов, такие структуры позволяют легко транспортировать паразитоидов без травм.

## Таксономия
Вид был впервые описан в 1860 году немецкий энтомологом и поэтом Юлиусом Рогером (1819—1865) под названием Ponera (Ectatomma) ruida Roger, 1860.
Молекулярно-генетическое исследование, проведённое в 2016 году показало, что этот широко распространённый вид на самом деле представляет собой сложный таксон. Основываясь на данных по двум митохондриальным маркерам (COI, cyt b) и одному ядерному (H3), обнаружено, что E. ruidum состоит как минимум из трёх видов. Два из этих видов имеют широкое географическое распространение в Неотропиках, тогда как оставшийся один был ограничен местами, расположенными недалеко от побережья Тихого океана на юго-востоке Мексики.
Два предполагаемых вида, которые имеют широкое географическое распространение в Неотропиках, по-видимому, отличаются друг от друга наличием/отсутствием микрогинии. Все популяции E. sp. «Ruidum 1» обследованные на наличие/отсутствие микрогинии, не обнаружили их. К ним относятся популяции, расположенные в юго-восточной Мексике, Коста-Рике, Венесуэле, Французской Гвиане и восточной Колумбии. Напротив, для популяций из юго-восточной Мексики, полуострова Юкатан и западной Колумбии, отнесенных к E. ruidum sp. «ruidum 2» сообщалось о наличии у них микрогин.
Известно, что эти два предполагаемых вида симпатричны только в регионе, расположенном на прибрежной равнине недалеко от границы между Чьяпасом в Мексике и Гватемалой. Предыдущие исследования показали, что оба вида имеют схожие жизненные черты в этом регионе, включая симуляцию смерти, когда рабочих потревожили и присутствие одних и тех же паразитоидных видов наездников Eucharitidae. Помимо наличия или отсутствия микрогинии, эти два вида можно отличить друг от друга по другим биологическим признакам, таким как дата образования половых особей и химические соединения в профилях углеводородов.